# 加藤信
加藤 信（かとう しん、1891年（明治24年）11月5日 - 1952年（昭和27年）7月14日）は、囲碁の棋士。東京市出身、広瀬平治郎門下、方円社、日本棋院、棋正社に所属、八段。重厚な棋風から「黒甲将軍」と呼ばれた。第1期本因坊戦準優勝。

## 経歴

### 方円社から日本棋院へ
東京市芝区三田で7人兄弟の次男として生まれ、13歳の時に父の打つのを見て碁を覚える。その後めざましく上達し、父は専門棋士にしようと17歳の時に広瀬平治郎に入門させ、内弟子となる。18歳で方円社より初段を許され、21歳で二段、23歳で三段。当時広瀬の道場は大いに賑わっており、加藤も稽古にあたって多忙の中、萬朝報を始めとする新聞棋戦にも出場するようになる。
1916年（大正5年）に四段となった時に独立。1919年五段、1921年六段。1920年（大正9年）に広瀬が方円社長となってからは事務所の丸ビル移転計画に尽力し、1922年（大正11年）に広瀬が倒れると副社長格の岩佐銈とともに計画を引き継いで、翌1923年に本因坊派と合同による中央棋院を設立し丸ビル移転を果たす。中央棋院では会計を担当していたが、経営の窮状から資金の運用を巡って本因坊派と対立することになり、再度方円社と本因坊派の中央棋院に分裂。
1924年（大正13年）に碁界合同で日本棋院設立に参加するが、同年に脱退して棋正社に参加。しかし棋正社に行き詰まりが見えると、1926年に離脱して日本棋院に復帰。1931年（昭和6年）、大手合制度で初となる七段昇段。1932年に時事新報主催の三七段巴状戦に鈴木為次郎、瀬越憲作とともに参加し、3勝1敗の成績で優勝。

### 本因坊戦以降
1939年（昭和14年）に開始された本因坊戦ではコミ出し制が採用されたが、師の広瀬とともにコミ碁反対論者だった加藤は、1938年に主催の毎日新聞紙面に「コミ碁の不合理」と題した論説を掲載し、この掲載を条件として本因坊戦に参加した。第1期本因坊戦では、4名の七段陣の一人として、予選トーナメント勝ち抜き者を加えた最終トーナメントから出場。関山利一に次ぐ第2位の得点を挙げて、関山と決定戦六番勝負を戦うが、結果は3勝3敗の打ち分けとなり、順位1位の関山が第1期本因坊位となった。
また1939年の大手合で、鈴木為次郎病気による不戦勝となって八段昇段点を得るが、これを潔しとせずに鈴木の回復を待って再戦。これも鈴木の病気で打ち掛け、不戦勝となるはずがまたも再々戦を望み、それに敗れて昇段を逃した。
1943年（昭和18年）の第2期本因坊戦にも最終リーグ戦に出場。同年、多年の功績をもって鈴木、瀬越とともに八段に推挙された。1944年に準名人戦出場。戦後は対局から遠ざかり、日本棋院顧問及び審査役となり、主に後進指導に当たった。1952年（昭和27年）、全本因坊八段戦に出場。同年、大宮赤十字病院で死去。7月21日に高輪正覚寺にて日本棋院による「棋院葬」が行われた。
門下に若狭勝治、五十川正雄、金井新一。田中三七一七段は弟。

### 他の棋歴
- 1950年 呉清源対七、八段棋戦第1局 加藤×-○呉

## 著書
- 『囲碁大衆講座（全15巻）』平凡社 1930年
- 『秀甫全集』斯文館 1933年（中川亀三郎と共著）
- 『定石進化の経路』誠文堂 1935年